# Herrgottskloster Nördlingen
Das Herrgottskloster Nördlingen ist ein ehemaliges Kloster der Karmeliten in Nördlingen in Bayern im Bistum Augsburg.

## Geschichte
Das St. Salvator geweihte Kloster wurde 1401 durch die Stadt Nördlingen gegründet. Das Patronat und Präsentationsrecht hatte das Kloster Heilsbronn inne. Die Klosterkirche wurde 1422 geweiht, der Hochaltar darin stammt aus dem Jahr 1497. 1564 wurde das Kloster während der Reformation aufgegeben. Der letzte Prior, Castulus Leitz, der ab 1538 die Nördlinger Niederlassung leitete und 1564 starb, lebte schon lange nach weltlichen Maßstäben, bevor er 1562 ohne Rücksprache mit seinen Vorgesetzten das Kloster mit allen Besitzungen und Einkünften gegen eine jährliche Pensionszahlung an die Stadt abtrat. Nach der Aufhebung diente die ehemalige Klosterkirche als protestantisches Gotteshaus, später als Militärlazarett. Seit 1825 ist die Kirche die katholische Pfarrkirche St. Salvator. Sie wurde 1826/1829 umgebaut.

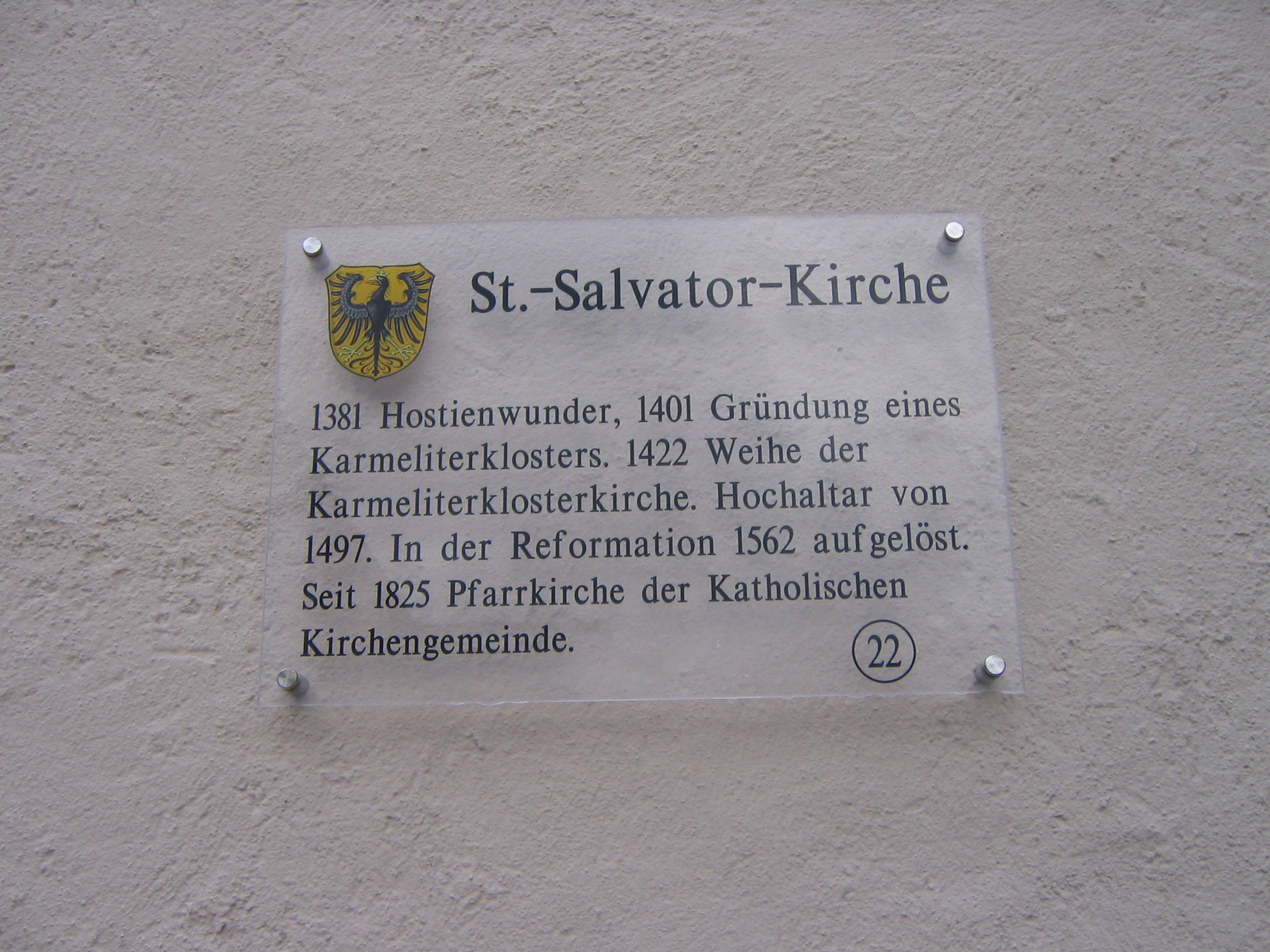
Tafel an der St.-Salvador-Kirche in Nördlingen
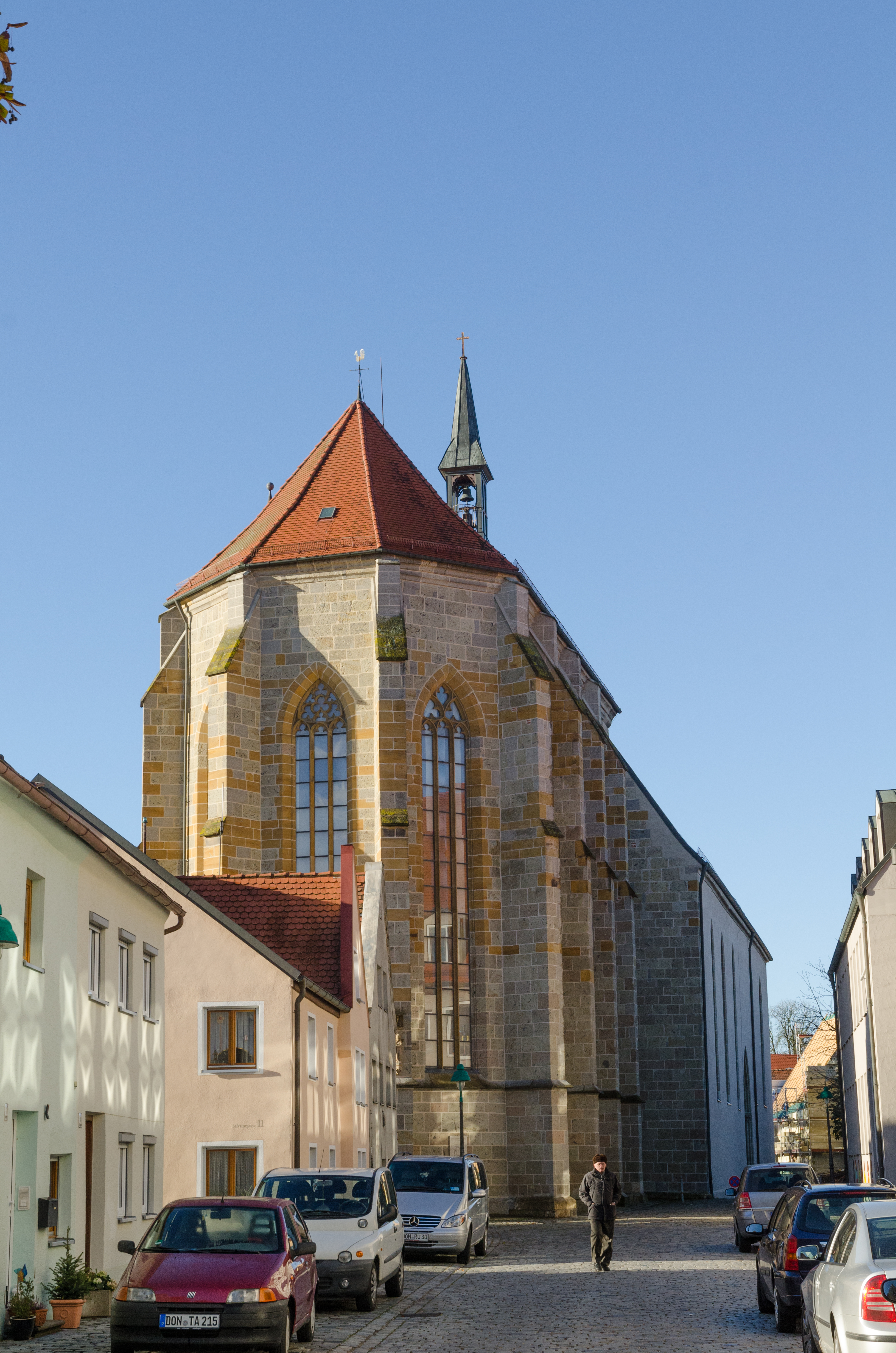
St. Salvador
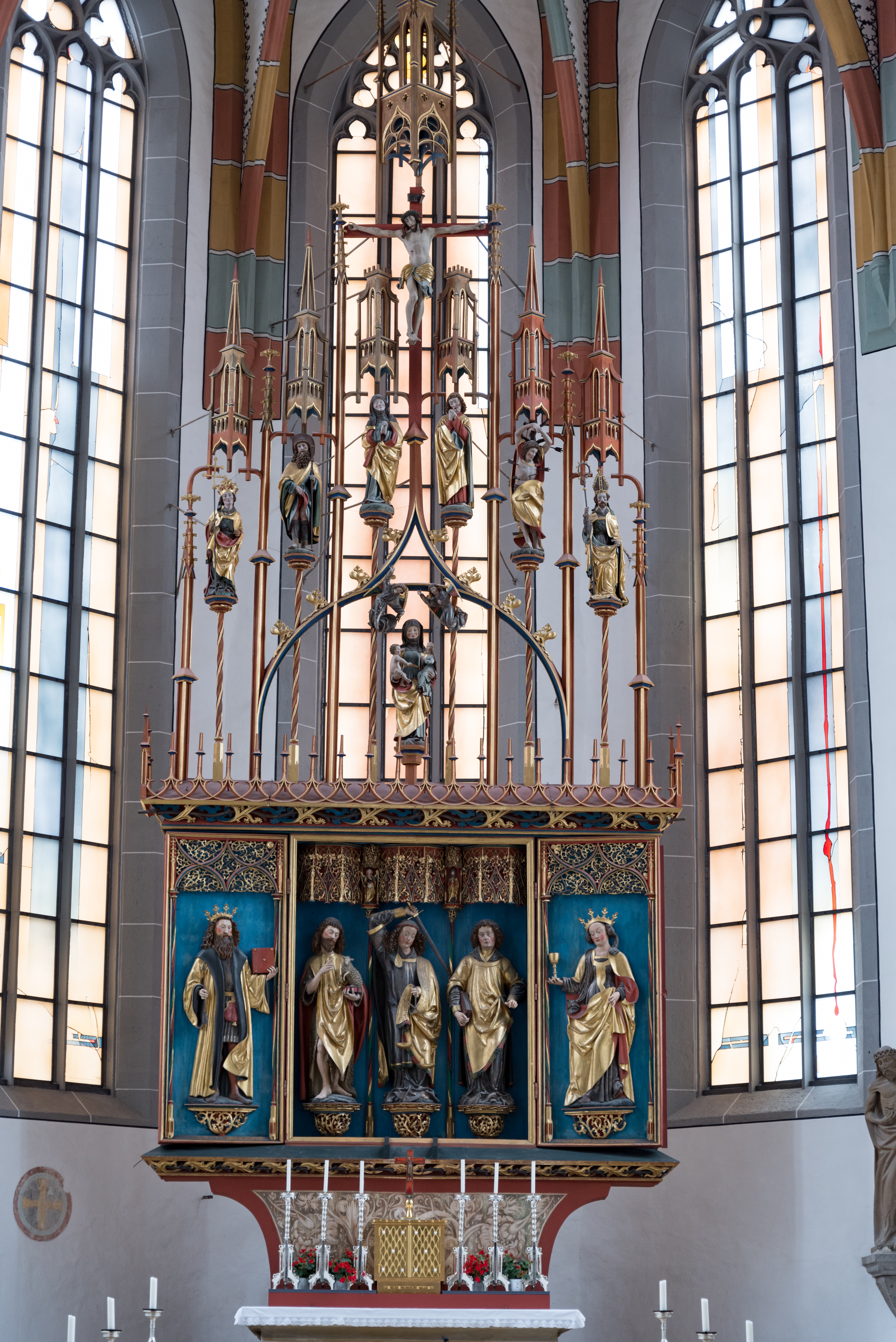
Hochaltar